# Love in an Elevator
Love in an Elevator è una canzone della rock band statunitense Aerosmith, scritta dal cantante Steven Tyler e dal chitarrista Joe Perry. È stata pubblicata nell'agosto del 1989 come singolo di lancio del decimo album in studio del gruppo, Pump, pubblicato nel settembre dello stesso anno.. Ha raggiunto il primo posto della Mainstream Rock Songs e la posizione numero 5 della Billboard Hot 100 negli Stati Uniti.
Nel 1990, la canzone regalò agli Aerosmith la loro prima nomina ai Grammy Awards per la Miglior performance rock di un duo o un gruppo, perdendo tuttavia in favore del supergruppo The Traveling Wilburys.

## Tracce
7" 45 RPM
1. Love in an Elevator (Steven Tyler, Joe Perry) – Lato A
2. Young Lust (Tyler, Perry, Jim Vallance) – Lato B

CD
1. Love in an Elevator (editata) – 3:42 (Tyler, Perry)
2. Ain't Enough – 5:03 (Tyler, Perry)
3. Young Lust (versione album) – 4:18 (Tyler, Perry, Vallance)

## Storia
Love in an Elevator, come le altre tracce di Pump, è stata registrata nella prima metà del 1989 ai Little Mountain Sound Studios di Vancouver, Canada. Durante il processo di composizione, Steven Tyler ha affermato che l'idea per il testo della canzone gli è stata ispirata da un'esperienza che aveva avuto in un hotel, nel quale stava praticando un rapporto sessuale con una ragazza in un ascensore.
Il brano è stato prodotto da Bruce Fairbairn, che nel pezzo suona anche la tromba ed è presente nei cori. La versione dell'album è introdotta da un dialogo di pochi secondi dal titolo Going Down tra Steven Tyler e una donna operatrice di un ascensore di un grande magazzino, che dice: "2nd floor... hardware, children's wear, lady's lingerie. Oh, good morning Mr. Tyler, going down?" ("Secondo piano... hardware, abbigliamento per bambini, biancheria intima da donna. Oh, buongiorno signor Tyler, scende?"), seguito da una risata di Tyler. La scena è stata ripresa all'inizio del video musicale del brano. Da notare che l'espressione inglese "going down" (scendere) è anche una forma gergale per riferirsi al sesso orale, al quale, nel video, si allude diverse volte.

## Classifiche
| Classifica (1989)             | Posizione massima |
| ----------------------------- | ----------------- |
| Australia                     | 33                |
| Canada                        | 13                |
| Germania                      | 14                |
| Nuova Zelanda                 | 15                |
| Polonia                       | 15                |
| Regno Unito                   | 13                |
| Stati Uniti                   | 5                 |
| Stati Uniti (mainstream rock) | 1                 |

## Video musicale
Il videoclip di Love in an Elevator, considerato da molti come il video 'definitivo' degli Aerosmith, inizia con la band che raggiunge un ascensore di un grande magazzino.
Il video alterna scene della band che suona dal vivo ad altre del grande magazzino. Le scene del grande magazzino includono Brad Whitford ipnotizzato da alcuni manichini di un negozio, che prendono vita mentre lui è girato di spalla e non le può vedere, Joey Kramer vestito da donna, Joe Perry e sua moglie (entrambi in topless) mentre fanno l'amore in ascensore, Steven Tyler che bacia una commessa di un reparto e Tom Hamilton che suona il suo basso, in aggiunta alle prestazioni bizzarre di altri caratteri casuali, tra cui un macellaio, una signora grassa, dei nani, l'uomo di latta e Dorothy Gale de Il Mago di Oz, e un modello maschile.
Alla fine della canzone, tutti i membri della band si riuniscono intorno al microfono per cantare l'ultima strofa "Love in an Elevator... lovin' it up when I'm going down" ("Amore in ascensore... amarlo fino a quando non scendo"). Vengono poi mostrate le porte dell'ascensore mentre si chiudono definitivamente.
Il video è stato diretto da Marty Callner, che ha prodotto la maggior parte dei clip degli Aerosmith nel loro periodo alla Geffen.

## In concerto
Love in an Elevator ha sempre rappresentato un punto fermo nelle scalette dei concerti degli Aerosmith. Questo perché sii tratta di una delle canzoni preferite dai fan del gruppo, nonché una delle più note.
In concerto, Steven Tyler è solito cambiarne il testo, rendendolo per certi versi più controverso e carico di profanità. Un esempio è la versione contenuta nell'album live A Little South of Sanity, in cui dice "lecca il tuo culo funky" invece di "bacia i tuoi sassofrassi" contenuta nella canzone originale.

## Formazione
- Steven Tyler - voce
- Joe Perry - chitarra solista, cori
- Brad Whitford - chitarra ritmica
- Tom Hamilton - basso, cori
- Joey Kramer - batteria

Altri musicisti
- Bob Dowd - cori
- Bruce Fairbairn – tromba, cori